# Hohe Straße 28 (Quedlinburg)

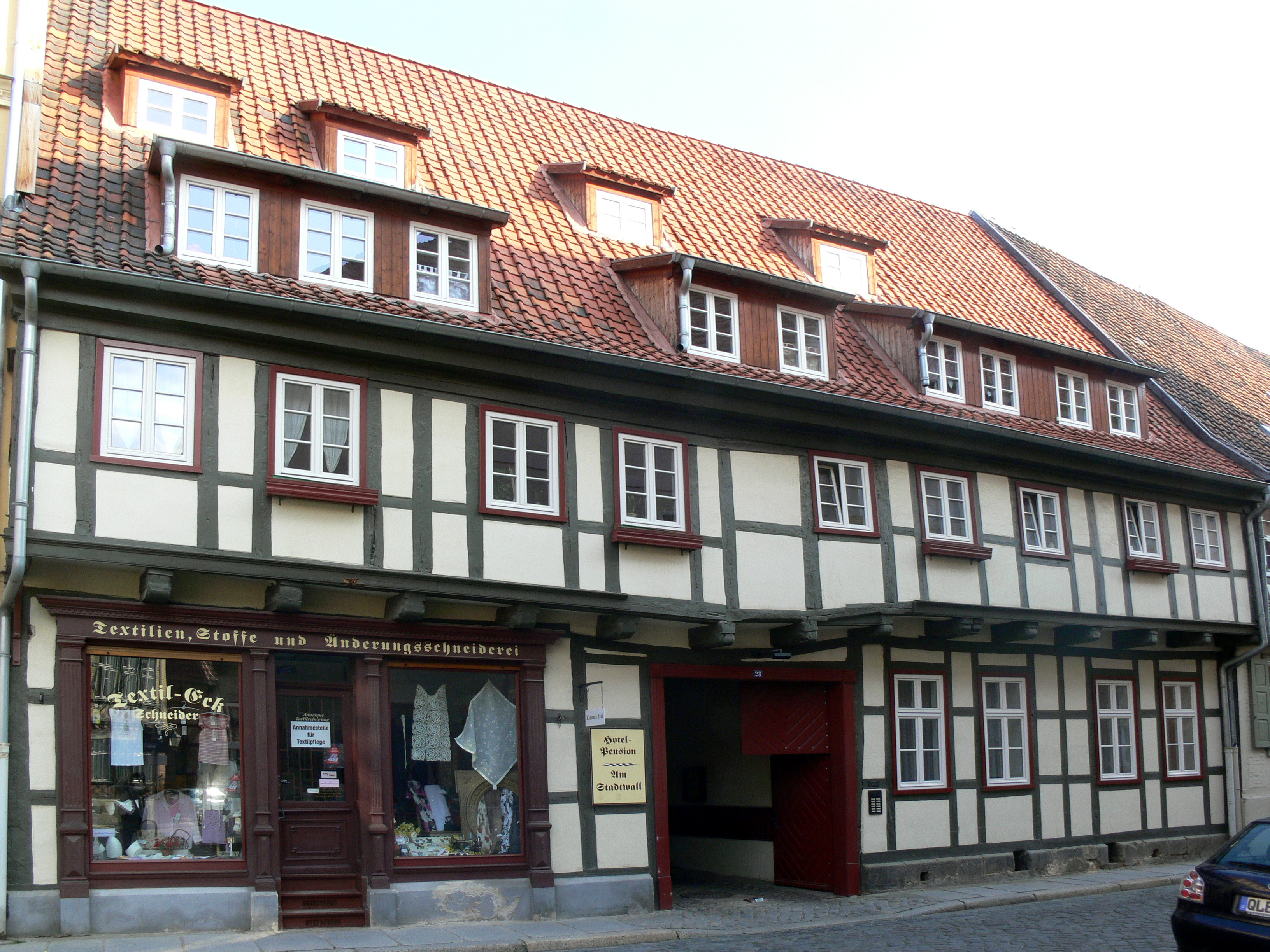
Hohe Straße 28

Das Haus Hohe Straße 28 ist ein denkmalgeschütztes Gebäude in der Stadt Quedlinburg in Sachsen-Anhalt.

## Lage
Es befindet sich westlich des Markts der Stadt und gehört zum UNESCO-Weltkulturerbe.

## Architektur und Geschichte
Das sehr langgestreckte zweigeschossige Fachwerkhaus ist einer der ältesten erhalten gebliebenen ehemaligen Handelshöfe der Stadt und ist im Quedlinburger Denkmalverzeichnis eingetragen. In seiner Kernsubstanz entstand es vermutlich bereits Anfang des 15. Jahrhunderts. Das obere Stockwerk kragt weit über das Erdgeschoss vor. Unterhalb der Balkenköpfe befanden sich ursprünglich Bügen. Die Fassade wurde jedoch in späterer Zeit verändert.
Die auf dem Hof befindlichen Fachwerkgebäude stammen aus dem 17. und 18. Jahrhundert. Hier befinden sich als Verzierungen Fächerrosetten. Ende des 19. Jahrhunderts wurde im Erdgeschoss zur Straße hin ein Ladeneinbau vorgenommen. Im Nordflügel des Anwesens befinden sich Einbauten einer Brauereianlage aus der Zeit der Jahrhundertwende zum 20. Jahrhundert.
Im Inneren des Hauses befindet sich ein Saal mit Stuckaturen und Schablonenmalereien im Stil des Klassizismus.